# Phlogophora gamma
Phlogophora gamma là một loài bướm đêm trong họ Noctuidae.